# Mîndîc
Mîndîc è un comune della Moldavia situato nel distretto di Drochia di 3.402 abitanti al censimento del 2004.